# غورماچ
غورماچ (به لاتین: Ghormach) یک منطقهٔ مسکونی در افغانستان است که در ولایت بادغیس واقع شده‌است. غورماچ ۶۶۰ متر بالاتر از سطح دریا واقع شده‌است.